# 粤赣高速公路
龙南－河源高速公路，简称粤赣高速，中国国家高速公路网编号为G4511，是大广高速公路的联络线之一。
北起赣界的和平县上陵镇，与赣粤高速公路连接，经和平县、连平县、东源县、止于河源市源城区埔前镇，南接惠河高速公路。全长136.103公里，设计为全封闭、全立交，双向四车道的高速公路，设计行车速度100公里/小时，2003年12月动工，2005年12月28日全线通车。
在中国国家高速公路网中，上陵至热水段纳入G45大广高速公路的联络线，编号G4511；热水至埔前段原纳入G25长深高速公路和G35济广高速公路共线路段，在2017年9月28日兴华高速开通后，本段目前仅为G25长深高速公路的路段。

## 互通枢纽及服务设施

龙河高速在广东高速路网中的位置

长深高速在广东高速路网中的位置

| 地区                                                                                         | 里程      | 类型                              | 名称       | 连接                 | 说明                       |
| 路段                                                                                         | 路段      | 路段                              | 路段       | 路段                 | 路段                       |
| -------------------------------------------------------------------------------------------- | --------- | --------------------------------- | ---------- | -------------------- | -------------------------- |
| 河源市 和平縣                                                                                | 0 km      | (28)                              | 广东粤赣   | 赣定高速公路         | 北行离粤入赣，收费站已关闭 |
| 河源市 和平縣                                                                                | 8.20 km   | (34)                              | 上陵       | 167县道              | 港澳入境车辆必须驶离       |
| 河源市 和平縣                                                                                |           | 停车场 · 飲料小吃                 | 上陵停车区 | 上陵停车区           |                            |
| 河源市 和平縣                                                                                |           | 停车场 · 加油设施 · 修车站 · 餐厅 | 和平服务区 | 和平服务区           |                            |
| 河源市 和平縣                                                                                | 28.18 km  | (54)                              | 和平       | 和平大道             |                            |
| 河源市 和平縣                                                                                | 38.07 km  | (65)                              | 合水       | 忠定公路             |                            |
| 河源市 连平縣                                                                                | 53.30 km  | (80)                              | 大湖       | 忠定公路             |                            |
| 河源市 连平縣                                                                                |           | 停车场 · 加油设施 · 修车站 · 餐厅 | 忠信服务区 | 忠信服务区           |                            |
| 河源市 连平縣                                                                                | 63.88 km  | (90)                              | 忠信       | 341省道              |                            |
| 河源市 东源县                                                                                | 80.18 km  | (107)                             | 灯塔       | 205国道              |                            |
| 河源市 东源县                                                                                | 100.66 km | (128)                             | 热水       | 河龙高速公路         | 终点                       |
| 路段                                                                                         |           |                                   |            |                      |                            |
| 河源市 东源县                                                                                |           | 停车场 · 加油设施 · 修车站 · 餐厅 | 热水服务区 | 热水服务区           |                            |
| 河源市 源城区                                                                                | 108.94 km | (3487)                            | 东源       | 河源大道北           |                            |
| 河源市 源城区                                                                                | 118.03 km | (3496)                            | 城北 河源  | 站前路 万绿湖大道    |                            |
| 河源市 源城区                                                                                |           | (3501)                            | 河源 桂山  | 迎客大道             | [ 2 ]                      |
| 河源市 源城区                                                                                | 127.38 km | (3505)                            | 城南       | 东环路 205国道       |                            |
| 河源市 源城区                                                                                |           | 停车场 · 飲料小吃                 | 城南停车区 | 城南停车区           |                            |
| 河源市 源城区                                                                                | 136.11 km | (3514)                            | 埔前       | 惠河高速公路 205国道 |                            |
| 1.000 英里 = 1.609 千米；1.000 千米 = 0.621 英里 并行路段 • 已关闭／取消 • 限制进入 • 未开放 |           |                                   |            |                      |                            |

## 大事记
2015年6月19日凌晨3时许，位于粤赣高速广东河源城南出口匝道桥3跨75米突然垮塌，行驶在匝道引桥上的四辆大货车瞬间栽落十几米高桥底，事故造成1人死亡，4人受伤，现场垮塌3跨75米范围内倾覆的4辆大货车均满载瓷土，初步判断均属于超载。现场调查人员初步分析称，事故是由四辆大货车均超过100吨，合计400+吨，严重超载导致独柱墩桥梁结构严重偏压，最终造成桥梁倾覆垮塌。
事发匝道桥2005年12月建成通车，采用超-20 桥梁标准，55吨汽车+前后20米内两个20吨汽车，由广东粤赣高速公路有限公司投资建设和经营管理，设计单位为铁道第二勘测设计院，施工单位为广东省长大公路工程有限公司。工程监理单位为广东翔飞公路工程监理有限公司。该桥在历次定期检测结果中均评定为一类桥，技术状况优良，能保证桥梁正常通行安全。
2015年6月20日，广东省交通运输厅牵头成立的粤赣高速公路河源城南互通立交匝道桥梁垮塌事故技术专家调查组已到现场开展调查，桥梁修复设计工作也已同步开展，预计修复工期需要6个月左右。

## 后续影响
2019年起，全国各地对各种独柱墩桥梁进行改造加固。